# سیارک ۵۹۴

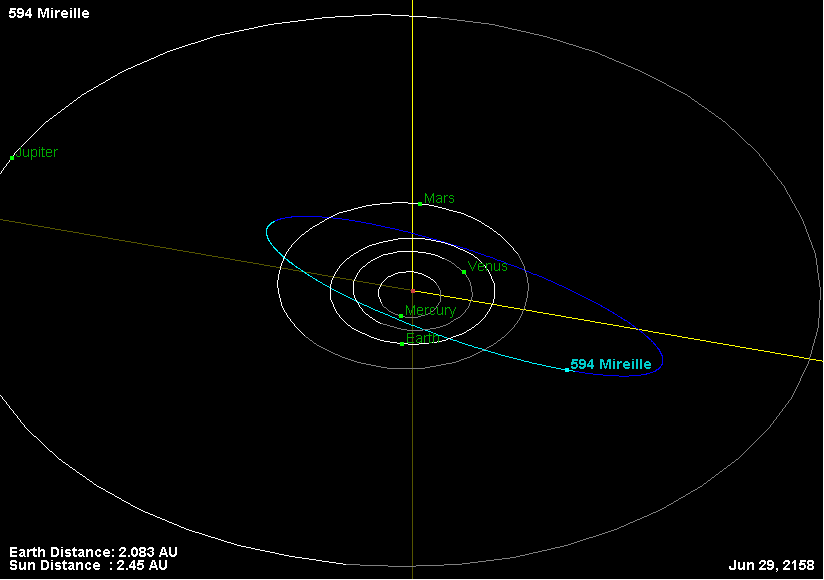
نمایی از محل قرارگیری سیارک ۵۹۴ در مدار – ۲۰۱۵

سیارک ۵۹۴ (به انگلیسی: 594 Mireille، نامگذاری:1906TW) پانصد و نود و چهارمین سیارک کشف شده‌است که در ۲۷ مارس ۱۹۰۶ و در هایدلبرگ کشف شد.
قدر مطلق سیارک برابر ۱۲٫۰۱ است.